# Casino Theatre (New York)
Le Casino Theatre était un théâtre de Broadway situé au 1404 Broadway/39e Rue ouest à New York, aux États-Unis. Construit en 1882,, il fut un lieu de renom pour ses comédies musicales et opérettes jusqu'à sa fermeture en 1930.
C'est le premier théâtre de New York à être entièrement éclairé à l’électricité, à populariser les troupes de danseurs accompagnant un spectacle (chorus line (en)), à présenter à un public blanc des artistes afro-américains, et à disposer d'un bar à l'intérieur. Il accueille des opéras-comiques, des opérettes et des comédies musicales connaissant un succès durable, notamment Erminie (en), Florodora, The Vagabond King (en) et The Desert Song. Il ferme en 1930 et est démoli la même année.

## Histoire

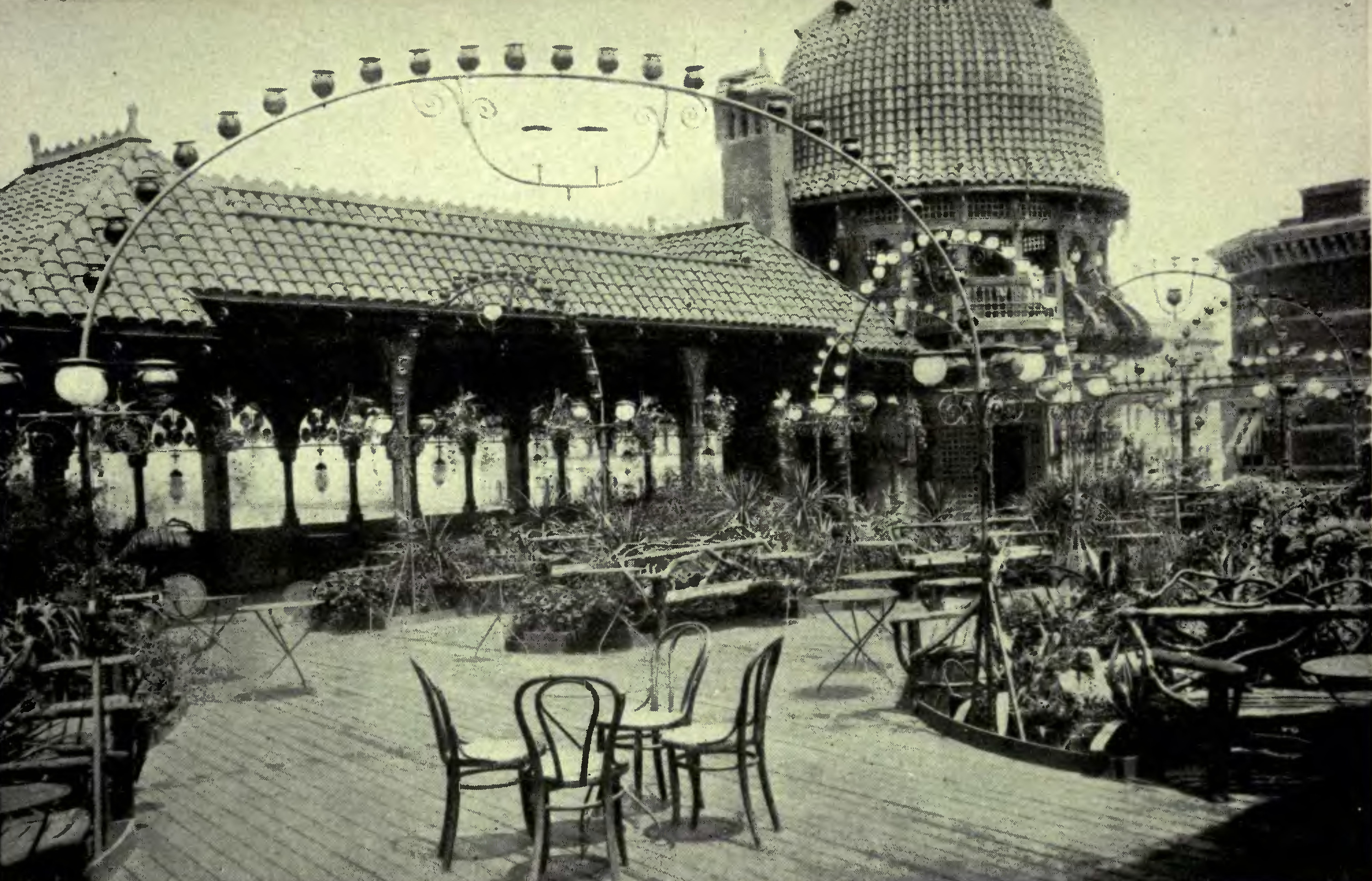
Jardin sur le toit du bâtiment.

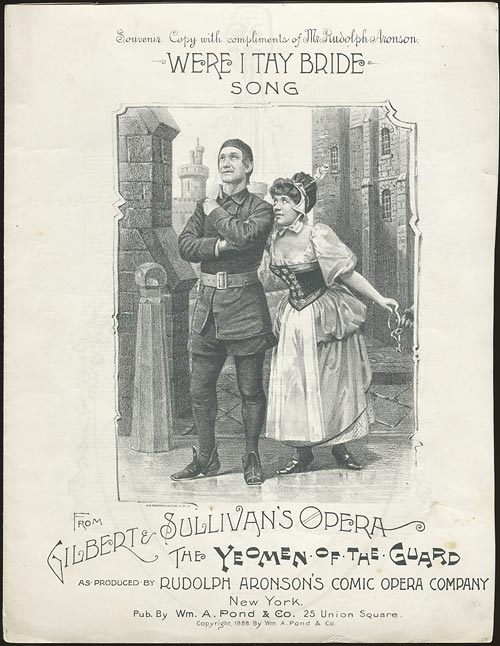
Illustration souvenir de la production théâtrale The Yeomen of the Guard, 1888.

Le Casino Theatre, conçu dans le style néo-mauresque par les architectes Francis Hatch Kimball (en) et Thomas Wisedell sur une commande du producteur Rudolph Aronson, est le premier théâtre de New York à être entièrement éclairé à l'électricité. Il est édifié en 1882, à plus de 15 pâtés de maisons au nord de la 23e Rue, à cette époque le Theater District. L'intérieur se caractérise par des arcades, des couleurs métalliques brillantes, un rideau de scène orné de bijoux, des loges sculptées d'arabesques, et un auditorium au plafond sculpté muni de ventilateurs. En 1890, on y ajoute le premier jardin sur le toit de New York,. À l'origine, il pouvait accueillir environ 875 personnes, puis est agrandi en 1894 et reconstruit en 1905 après un incendie en 1903. Il dispose alors de 1 300 places.
Le théâtre présente au départ des productions de la McCaull Comic Opera Company (en). Il est dirigé par le producteur et compositeur Rudolph Aronson, puis par Canary & Lederer (en) de 1894 à 1903, et à partir de 1903 par la famille Shubertfgarment. Alors que le quartier des théâtres de Broadway se déplace vers le nord de la 42e rue, le Casino ferme ses portes en 1930. Il est démoli la même année, avec le Théâtre Knickerbocker voisin, pour faire place au Garment District en pleine expansion,.
Le Casino a accueilli une série d'opérettes et de pièces de théâtre musical à succès dans les années 1880 et 1890, dont Erminie (en), au succès notable. En 1891, il crée Cavalleria rusticana et en 1894, il présente la première revue de Broadway, The Passing Show (en). En 1898, a lieu la première de Clorindy: The Origin of the Cakewalk (en), la première comédie musicale afro-américaine présentée à un public blanc,.
En 1900, on y présente la comédie musicale édouardienne Florodora. On y voit pour la première fois une chorus line, le Florodora Sextet. La formation originale du sextuor comprenait des femmes devenues plus tard célèbres et fortunées. Evelyn Nesbit y est choriste en 1901, comme Evelyn Nesbit qui y chante en 1901. Au fil des décennies, le théâtre est apprécié pour ses représentations de Noël gratuites destinées aux enfants new-yorkais.
Au cours de la décennie suivante, on y propose des comédies musicales et des opérettes, les plus réussies étant A Chinese Honeymoon (en) (1902), The Earl and the Girl (en) (1905) et The Chocolate Soldier (en) (1909). Pendant la Première Guerre mondiale, il accueille plusieurs comédies musicales du Princess Theatre, telles que The Blue Paradise (en) (1915) et Sometime (en) (1918). Dans les années 1920, on y voit plusieurs opérettes à succès, notamment The Vagabond King (en) et The Desert Song. En 1930, la plupart des théâtres se déplacent plus au nord, vers la 40e Rue ouest. La dernière représentation est Faust, par l'American Opera Company (en) le 18 janvier 1930 avec le ténor Charles Kullman dans le rôle titre et la soprano Nancy McCord (en) dans le rôle de Marguerite. Le théâtre est démoli un mois plus tard.

## Productions notables
- 1882 : The Queen's Lace Handkerchief
- 1883 : The Beggar Student
- 1884 : Nell Gwynne (en)
- 1885 : Die Fledermaus
- 1886 : Erminie (en)

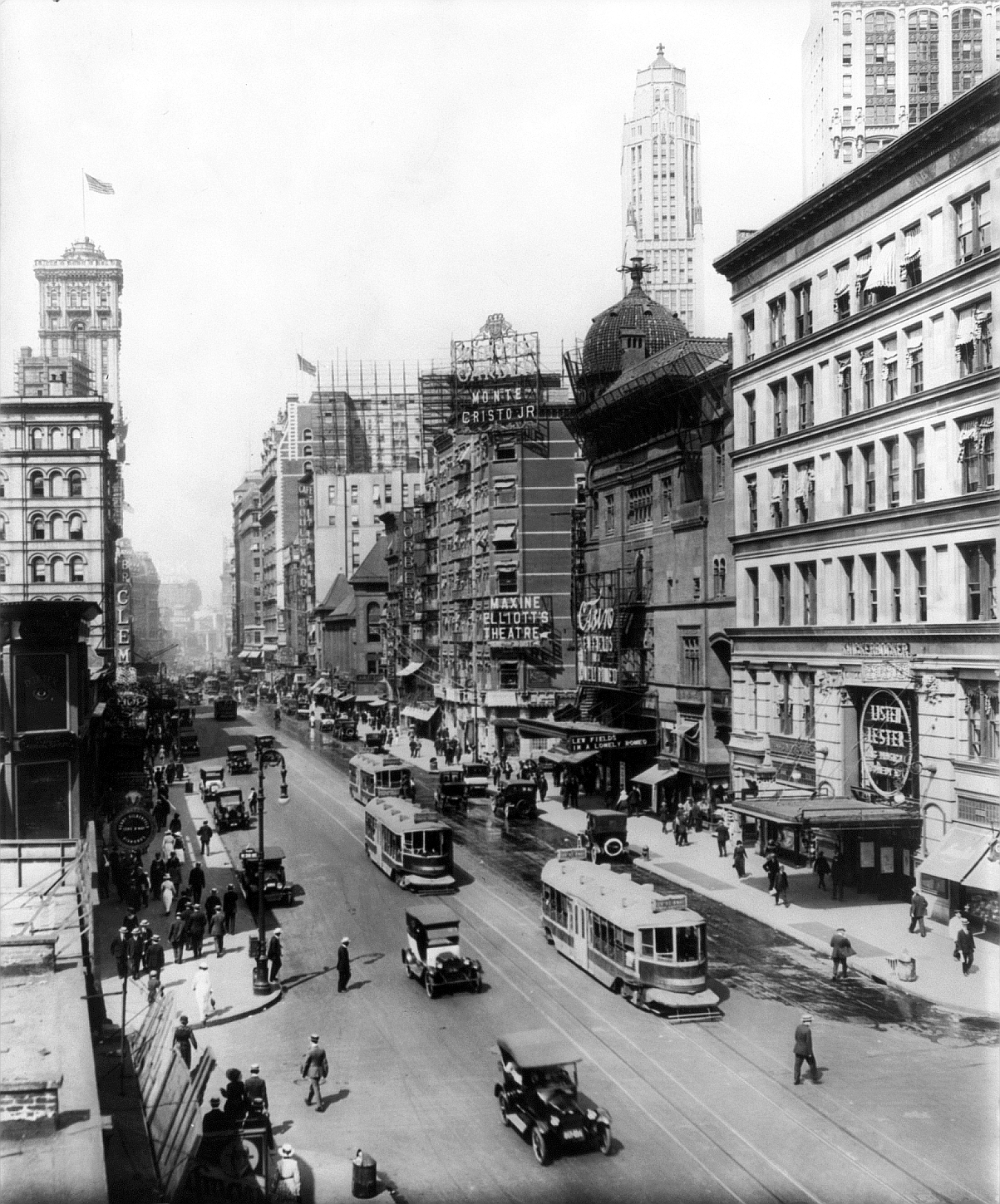
Broadway, 1920, vue vers le nord depuis la 38e Rue, montrant les théâtres Casino et Knickerbocker, un panneau indiquant le Maxine Elliott's Theatre sur la 39e rue, et un autre annonçant le Winter Garden Theatre, sur la 50e Rue. L'ancien Metropolitan Opera House et l'ancienne Times Tower sont visibles sur la gauche.

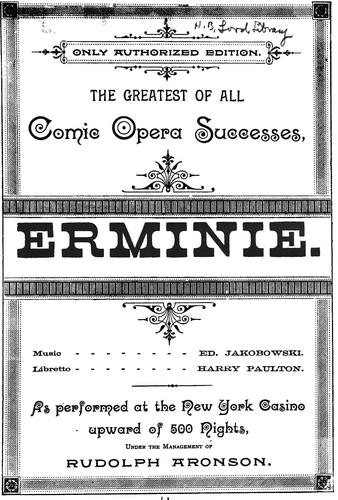
Annonce pour Erminie, 1887.

- 1886 : The Commodore par la Violet Cameron (en) Comic Opera Company[6]
- 1888 : The Yeomen of the Guard (en)
- 1890 : The Grand Duchess[11],[12]
- 1891 : Cavalleria rusticana
- 1894 : The Passing Show (en)
- 1895 : The Wizard of the Nile (en)
- 1896 : The Lady Slavey (en)
- 1896 : In Gay New York (en)
- 1897 : The Belle of New York (en)
- 1897 : The Wedding Day (en)
- 1898 : Clorindy: The Origin of the Cakewalk (en)
- 1900 : Little Red Riding Hood (en)[13]
- 1900 : Florodora
- 1900 : The Casino Girl (en)
- 1900 : The Belle of Bohemia (en)[6]
- 1901 : The Little Duchess
- 1902 : A Chinese Honeymoon (en)
- 1903 : The Runaways (en)
- 1904 : Piff! Paff!! Pouf!!! (en)
- 1904 : Baroness Fiddlesticks (en)
- 1905 : The Earl and the Girl (en)
- 1909 : Havana (en)[6]
- 1909 : The Chocolate Soldier (en)
- 1912 : The Firefly (en)
- 1912 : The Merry Countess[6]
- 1912–13 : Saisons de Gilbert et Sullivan
- 1914 : High Jinks (en)
- 1915 : The Blue Paradise (en)
- 1916 : Very Good Eddie (en)
- 1917 : Oh, Boy! (en)
- 1918 : Oh, Lady! Lady!! (en)
- 1918 : Sometime (en)
- 1921 : Tangerine (en)
- 1922 : Sally, Irene and Mary
- 1923 : Wildflower (en)
- 1924 : I'll Say She Is (en) des Marx Brothers[6]
- 1925 : The Vagabond King (en)
- 1926 : The Desert Song
- 1928 : My Maryland (en)
- 1929 : The New Moon (en)
- 1930 : American Opera Company (en) : Madama Butterfly et Faust